# Kitti Katz
Kitti Katz és una sèrie d'animació infantil del 2023 creada per Ed Bignell a l'estudi britànic KidsCave Studios. L'estrena de la sèrie va tenir lloc el 18 de maig de 2023 a la plataforma Netflix. S'ha doblat i subtitulat al català.
Un antic guarda del coneixement dona a tres adolescents superpoders que les converteixen en superheroïnes gats. Les noies intenten salvar el món d'una malvada deessa egípcia i juguen a futbol.
El creador de la sèrie Ed Bignell va crear anteriorment les populars sèries d'animació King Arthur's Disasters (2005) i Robozuna (2018).